# Río Apurímac
Pour les articles homonymes, voir Apurimac.
Le Río Apurímac est une rivière importante du Pérou, constituant la partie supérieure du cours de l'Ucayali et la branche de l'Amazone la plus éloignée de l'embouchure. Il rejoint le Mantaro pour former le Río Ene.

## Géographie
Il naît dans la Cordillère des Andes, entre Cuzco et Arequipa, à 650 km au sud-est de Lima et à 160 km à l'ouest du lac Titicaca. Cette rivière qui parcourt les régions de Cuzco et Ayacucho est nommée Río Ene à partir de sa confluence avec la rivière Mantaro 12° 15′ 45″ S, 73° 58′ 30″ O à environ 400 m d'altitude. Le point de confluence marque le tripoint entre les régions de Junín, Cuzco et Ayacucho.
Plus en aval, ayant reçu à gauche les eaux du río Perené la rivière change une nouvelle fois de nom pour devenir le río Tambo qui parcourt 150 km avant de rencontrer l'Urubamba à Atalaya pour former l'Ucayali.
Il arrive toutefois que le nom Río Apurímac soit conservé jusqu'au confluent de l'Urubamba.

## La plus lointaine source de l'Amazone
L'Apurimac naît de la jonction de deux petites rivières nommées río Huarhuarco et río Santiago. Il se dirige vers l'est et sa longueur est environ 50 km depuis sa source la plus lointaine lorsqu'il reçoit le río Hornillos qui vient du sud. Le río Hornillos mesure 65 km avec ses propres branches-mères qui sont le río Challamayo, le río Lloquera, et les courts torrents Carhuasanta et Apacheta de longueurs quasi identiques (6 km chacun). L'Apacheta qui nait au flanc du Nevado Mismi est considéré comme la source du réseau amazonien la plus éloignée de l'embouchure du fleuve.
Ce parcours du deuxième plus long fleuve du monde est donc le suivant : Apacheta ⇒ Lloquera ⇒ Challamayo ⇒ Hornillos ⇒ Apurimac ⇒ Ene ⇒ Tambo ⇒ Ucayali ⇒ Amazonas péruvien ⇒ Solimões ⇒ Amazone.
Cette source la plus lointaine est aujourd'hui admise par la plupart des études. Un doute subsiste parfois concernant le río Mantaro dont la longueur est équivalente à celle de l'Apurimac et pourrait éventuellement le dépasser de quelques kilomètres.
Il est également le plus souvent admis que la branche-mère hydrologique de l'Amazone (par le volume) est le río Marañon.

## Pont de corde
Le Queshuachaca (aussi transcrit Keshwa Chaca), supposé être le dernier pont de corde inca subsistant, enjambe l'Apurimac près de Huinchiri au Pérou, dans la province de Canas.

## Principaux affluents
- río Hornillos (65 km, 630 km2, 6 m3/s)
- río Pachachaca (210 km, 8 100 km2, 142 m3/s)
- río Pampas (370 km, 24 200 km2, 250 m3/s)
- río Santo Tomás (150 km, 3 440 km2, 84 m3/s)
- río Velille (180 km, 3 700 km2, 45 m3/s)
- río Vilcabamba (150 km, 3 930 km2, 73 m3/s)

## VRAE
Avec l'Ene qui le prolonge, l'Apurímac forme un ensemble géographique et économique souvent désigné au Pérou sous le sigle VRAE (Valle del Río Apurímac Ene). En 2006, cette zone était pratiquement hors de contrôle de l'État péruvien et vouée à la culture de la coca avec l'appui financier et logistique des trafiquants de drogue. Les autorités péruviennes tentent de reprendre l'initiative dans le secteur en y envoyant 1 500 militaires à la fin de 2006.